# Peristylus grandis
Peristylus grandis är en orkidéart som beskrevs av Carl Ludwig von Blume. Peristylus grandis ingår i släktet Peristylus och familjen orkidéer. Inga underarter finns listade i Catalogue of Life.